# Diaz (Arkansas)
Pour les articles homonymes, voir Diaz.
Diaz est une ville située dans l’État américain de l'Arkansas, dans le comté de Jackson.